# Teoria

Esboço contendo os principais passos do método científico. O método começa pela observação, que deve ser sistemática e controlada, a fim de que se obtenham os fatos científicos. O método é cíclico, girando em torno do que se denomina Teoria Científica, a união indissociável do conjunto de todos os fatos científicos conhecidos e de um conjunto de hipóteses testáveis e testadas capaz de explicá-los. Os fatos científicos, embora não necessariamente reprodutíveis, têm de ser necessariamente verificáveis. As hipóteses têm de ser testáveis frente aos factos, e por tal, falseáveis. As teorias nunca são provadas e sim corroboradas.

Teoria (do grego θεωρία, transl. theoria: 'contemplação', 'reflexão', 'introspecção', de  θεωρέω, tranl. theoréo, 'olho', 'observo', composto por θέα, thea, 'espetáculo', por sua vez derivado de θαῦμα, thâuma, 'visão', e ὁράω, horao, 'vejo') indica uma ideia nascida com base em alguma hipótese, conjectura, especulação ou suposição, mesmo abstrata, sobre a realidade. Também designa o conhecimento descritivo puramente racional ou a forma de pensar e entender algum fenômeno a partir da observação. Na Grécia Antiga, teoria significava "festa solene, procissão ou embaixada que as cidades helênicas enviavam para representá-las nos jogos olímpicos ou para consultar os oráculos".
Teoria é o conhecimento obtido por meio de estudos, hipóteses, experimentações e observações que quando aplicadas, apresentam resultados que corroboram com o objetivo a ser alcançado.

## Definição
Em ciência, a definição de teoria científica difere bastante da acepção de teoria em senso comum, o de simples especulação; o conceito moderno de teoria científica estabelece que, entre outros, como uma resposta ao problema da demarcação entre o que é efetivamente científico e o que não o é.
Uma definição científica de teoria é a de que ela é uma síntese aceita de um vasto campo de conhecimento, consistindo em hipóteses necessariamente falseáveis - mas não por isto erradas, dúbias ou tão pouco duvidosas -  que foram e são devidamente e permanentemente confrontadas entre si e com os fatos no conjunto de evidências científicas, que, juntamente com as hipóteses, alicerçam o conceito. As hipóteses, em casos específicos, devido à simplicidade e ampla abrangência, podem ser elevadas ao status de leis.
Ressalta-se que  uma teoria científica  é o conjunto indissociável dos dois subconjuntos: o subconjunto de fatos naturais, evidências necessariamente verificáveis mas, ao contrário do que muitos pensam, não obrigatoriamente reprodutíveis, e um subconjunto de hipóteses científicas adequadas à descrição destes fatos; das ideias necessariamente falseáveis, testáveis (e testadas) frente às evidências e que, junto àquele, dão corpo ao conceito.
É comum associar-se o conceito de teoria apenas a uma ou ao conjunto de ideias que tentam prever com alto grau de exatidão os fenômenos da natureza. Em verdade, vários cientistas acabam muitas vezes por aderir a esta conotação. Contudo em ciência o conjunto de fatos faz-se sempre presente e indispensável, e este está, mesmo quando não explicitamente considerado, certamente subentendido. Sempre que observamos algum fato novo que venha a contrariar a teoria vigente, deve-se abandonar as ideias conflitantes e jamais ignorar o fato: modifica-se a teoria, de forma a integrá-los à mesma, fato e novas ideias. Conclui-se que as teorias evoluem em virtude da descoberta de novos fatos, que necessariamente passam a integrar a versão evoluída da mesma.
Há também de se sublinhar que a ciência, ao buscar uma simplificação da sistematização do conhecimento produzido, divide-se em áreas e mesmo em disciplinas por mera formalidade. A ciência entretanto é única. Há um único conjunto de fatos naturais, sobre o qual as mais variadas teorias científicas válidas se assentam. Apesar de um subconjunto de fatos em particulares ser destacado para integrar determinada teoria, nenhum paradigma válido - nenhuma teoria em vigor - pode conter ideias que contrastem com qualquer dos demais fatos científicos conhecidos, independente da área científica da qual este seja proveniente ou da área na qual este seja (mais) relevante. Se isto ocorrer, a teoria DEVE ser reformulada; esta encontra-se impelida a evoluir. Em outras palavras, citando um exemplo de validade significativa frente ao contexto cultural, as ideias da teoria da termodinâmica e da teoria da evolução, ao contrário do que alguns leigos científicos afirmam, sendo ambas paradigmas válidos hoje, não podem se contradizer e não se contradizem; tão pouco podem contradizer ou contradizem os fatos hoje conhecidos, sejam eles oriundos da física, da química, ou da biologia, ou de qualquer outra cadeira científica.
Para Karl Popper, deve-se submeter criticamente as teorias à prova dos fatos e selecioná-las de acordo com os resultados obtidos, através da dedução lógica e da comparação dos resultados. Popper indica quatro diferentes linhas para submeter uma teoria à prova:
1. Comparação lógica das conclusões umas com as outras, para se testar a coerência interna do sistema;
2. Investigação da forma lógica da teoria, com objetivo de determinar se ela apresenta caráter de uma teoria empírica, científica ou tautológica;
3. Comparação com outras teorias, para ver se há avanço de ordem científica;
4. Comparação da teoria por meio de aplicações empíricas das conclusões que dela se possam deduzir.[2]

## Teoria nas ciências sociais
Segundo Robert K. Merton, nas ciências sociais, a palavra teoria tem sido empregada de forma bastante diversa, incluindo quase tudo - desde as menores hipóteses de trabalho ou as amplas mas vagas e desordenadas especulações, até os sistemas axiomáticos de pensamento. Daí o cuidado que se deve ter no uso da palavra, posto que frequentemente, obscurece a compreensão ao invés de suscitá-la.

## Teoria do conhecimento
"Chama-se teoria do conhecimento a um conjunto de especulações que têm por fim determinar o valor e os limites dos nossos conhecimentos". Trata-se de explicar e interpretar os problemas que decorrem de uma análise fenomenológica do conhecimento. Esses problemas são agrupados em cinco tipos particulares:
- as questões da possibilidade do conhecimento;
- da origem do conhecimento;
- da essência do conhecimento;
- das espécies do conhecimento;
- do critério de verdade.

### Hipótese
Hipótese (do grego antigo ὑπόθεσις, transl. hypóthesis, composto de hypo, 'sob', 'abaixo de', e thésis, 'posição', através do latim tardio hypothese)  originalmente significa 'suposição'. A palavra  assume diferentes conotações, segundo o contexto. Figura geralmente em dicionários - os quais geralmente pecam em definir as acepções científicas - com o seguinte sentido: conjunto de condições que se supõem verdadeiras e que são tomadas como ponto de partida para deduções; em ciências experimentais, é uma explicação plausível dos fatos, provisoriamente adaptada, a ser submetida a verificação metódica através da experiência; é uma explicação provável mas ainda não provada ou não demonstrada.
Uma pesquisa, estudo ou investigação destina-se a responder a um problema ou uma questão suscitada por um fato ou conjunto de fatos (oriundos ou não de teorias preexistentes). Com isso elabora-se uma hipótese, que é uma tentativa de apresentar uma solução para determinado problema. Assim, uma hipótese é muitas vezes associada a uma solução provisória, isto é, ainda não  testada. Nesse sentido, as hipóteses são explicações provisórias que têm por objetivo fazerem-se compreender os fatos. São "embriões" de ideias que podem vir a figurar posteriormente no paradigma teórico,  se validados. Nestes termos, hipótese seria o mesmo que suposição ou conjetura.
Contudo, mesmo quando testada e exaustivamente corroborada, uma hipótese nunca deixa de ser uma hipótese. Mesmo as leis científicas nada mais são do que hipóteses, contudo  hipóteses simples de grande abrangência, já exaustivamente corroboradas - mas nunca provadas - por uma quantidade enorme de evidências, que por tal merecem um título de destaque. Nestes termos, poderíamos classificar as hipóteses, em função de sua abrangência e da corroboração dada às mesmas, basicamente em três grupos: o das conjeturas - hipóteses iniciais, geralmente ainda não testadas -; o dos axiomas ou postulados, hipóteses já testadas e corroboradas; e por fim, o que encerra aquelas detentoras de título honorífico de destaque, o de lei. Contudo, nos três grupos, todas são sempre hipóteses. O leitor deve, assim, ficar atento ao contexto a fim de inferir a qual dos grupos pertence a hipótese em debate.

### Marco teórico
É uma afirmação teórica específica de determinado autor.
O marco teórico é, portanto, uma afirmação de um pesquisador de determinado campo do conhecimento que realizou investigações e reflexões sobre determinado tema e chegou a explicações e conclusões metódicas sobre o assunto, ou seja, é o ponto de vista de alguém sobre determinado assunto em particular.

### Tese
Do grego thésis, (ato de pôr), pelo latim these, (proposição), tese é, literalmente, uma proposição que se apresenta para ser defendida como a conclusão de um teorema. Ou seja, é a conclusão que se obtém por dedução lógica a partir de outras conclusões já testadas e admitidas como verdadeiras.
Existem basicamente três níveis para se definir a validade de uma afirmação dentro do conhecimento científico. O mais básico é a conjetura, geralmente o fruto das primeiras observações e dos primeiros raciocínios indutivos. Quando essa conjetura passa pelos testes iniciais mostrando-se agora suportada por fatos, ainda sem ser contudo confirmada por pesquisas independentes, esta passa a ser considerada uma tese. A obtenção do título de Doutor depende geralmente da defesa de uma tese a uma banca examinadora. Por último surge a teoria, que expressa um consenso senão de todos pelo menos entre a maioria dos membros da comunidade científica.
Para se estabelecer uma teoria as suas afirmações devem ser não apenas corroboradas por expressivas evidências mas sobretudo contraditas por nenhuma, e também mostrarem-se harmônicas frente ao raciocínio lógico - raciocínio desenvolvido principalmente por processos de dedução, não excluindo-se aqui a indução - tudo isto sob escrutínio de vários pesquisadores independentes. Junto com as evidências que sustentam as  afirmações, tais afirmações passam então a integrar a teoria.
É evidente que, para a validação de qualquer teoria, é necessária a existência de um ou mais experimentos reprodutíveis associados que possam ser realizados por pesquisadores independentes, sendo importante ressaltar que tais experimentos devem estar estruturados sob a ótica científica. A ausência desta possibilidade, assim como a ausência de evidências verificáveis ou confrontos com estas impedem que qualquer tese ou mesmo hipótese, conforme proposta, possa elevar-se ao nível de teoria.

## Teoria nas comunidades acadêmicas
As comunidades acadêmicas internacionais tem como padrão registrar as ideias e referências explícitas dos fatos de uma teoria científica, bem como debates e discussões no âmbito de quais as ideias que são ou não válidas em uma teoria em artigos completos, devidamente revisados por pares e publicados em periódicos científicos qualificados. Há padrões internacionais para "qualificação" destas publicações periódicas, e há também padrões brasileiros estabelecidos com o mesmo propósito. Especialmente, o Qualis está sendo utilizado para avaliação de desempenho pessoal dos pesquisadores brasileiros. Entretanto, a publicação científica não garante a veracidade absoluta do conteúdo publicado, como espera-se ao falar-se de teoria, porém consagra o reconhecimento oficial de sua existência perante as comunidades científicas como uma proposta provável no referido momento. Por outro lado, propostas divulgadas mediante apresentação em congresso ou simpósio, artigo em uma revista de divulgação não científica ou revista popular, em artigo de jornal, programa de rádio ou televisão, relatório técnico, tese, dissertação ou monografia não publicada, etc., não são tratados como teoria científica. Antigamente, no Brasil, havia o costume de todos os documentos decorrentes das formas de divulgação citadas serem tratados como válidos no que concerne às teorias científicas. Entretanto, entrando o século XXI, o padrão internacional tem sido introduzido pouco a pouco.